# Dorfkirche Henningen

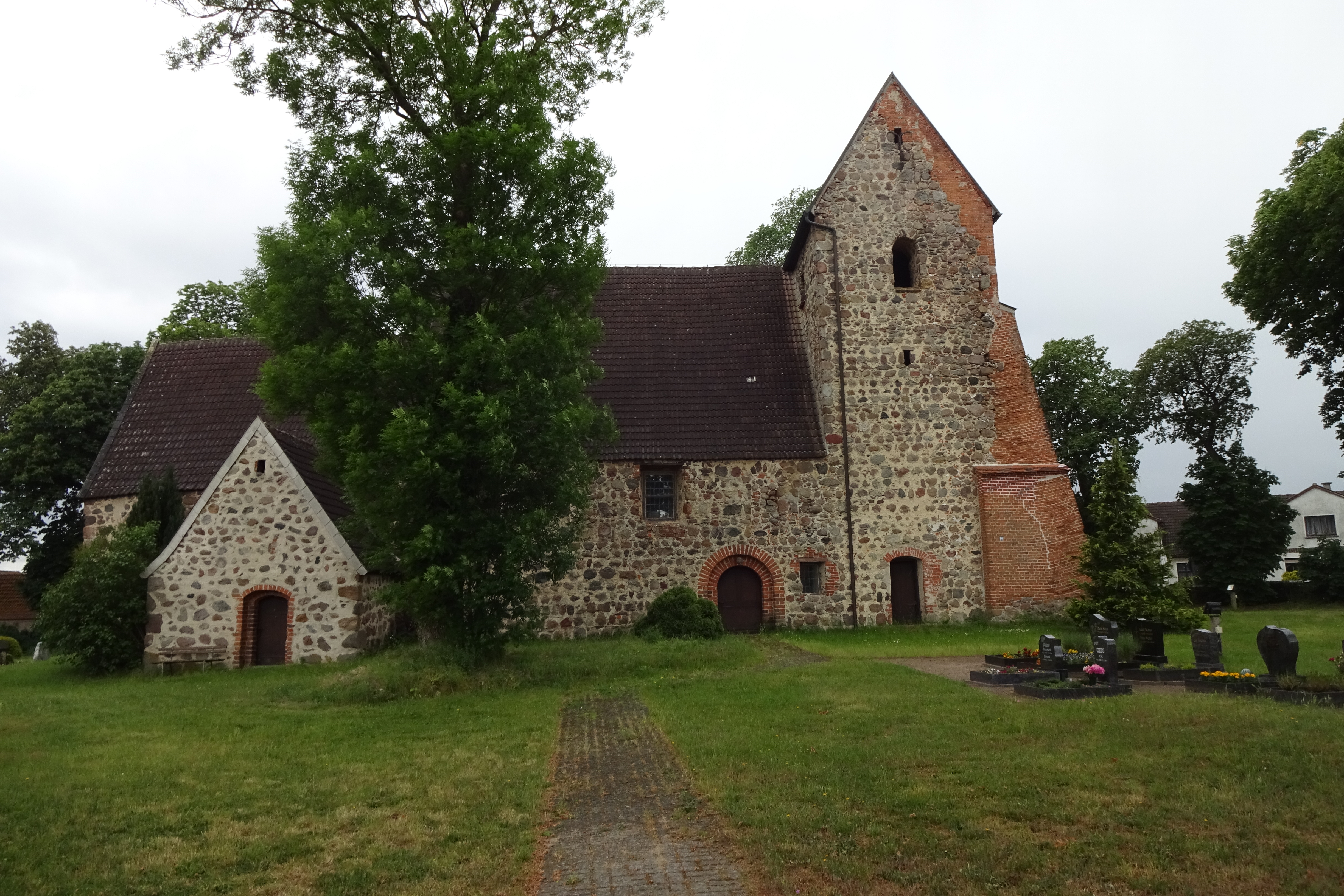
Dorfkirche Henningen

Die evangelische Dorfkirche Henningen (auch: St. Laurentius) ist eine romanische Saalkirche im Ortsteil Henningen von Salzwedel im Altmarkkreis Salzwedel in Sachsen-Anhalt. Sie gehört zum Pfarrbereich Osterwohle-Dähre im Kirchenkreis Salzwedel der Evangelischen Kirche in Mitteldeutschland.

## Geschichte und Architektur
Die Kirche ist ein spätromanischer Feldsteinsaal mit Westquerturm sowie eingezogenem quadratischem Chor mit spätmittelalterlichem Nordanbau. Von den ursprünglich rundbogigen Öffnungen sind eine gestaffelte östliche Dreifenstergruppe, die Klangarkaden am Turm sowie ein abgetrepptes Backsteinportal an der Schiffsnordseite erhalten, ein entsprechendes Südportal ist vermauert. In Rahmen der Instandsetzung durch Friedrich Wilhelm Dieterichs in den Jahren 1737/1738 erfolgte eine Sicherung des Turms durch zwei Backsteinstrebepfeiler. Innen sind der Triumphbogen und der Bogen zwischen Schiff und Turm rundbogig gebildet. Die Decke der Turmhalle ruht auf Holzstützen mit profilierten Kopfbändern aus dem 16./17. Jahrhundert. An den Balkendecken von Chor und Schiff sind Malereien von 1925 zu sehen, darunter die Lutherrose. Im Triumphbogen und an der Ostwand des Schiffs sind Reste spätgotischer Wandmalereien erhalten, die Ranken und Heilige darstellen. Eine Glasmalerei mit Wappen der Patrone von der Schulenburg auf Osterwohle ist auf 1707 datiert. Die hölzerne West- und Nordempore stammen von 1706 oder 1631, letztere wurde in neuerer Zeit mit Adelswappen bemalt; eine weitere Empore ist an der Nordwand des Chores angebracht.

## Ausstattung
Hauptstück der Ausstattung ist ein Schnitzaltarretabel vom Ende des 15. Jahrhunderts; im Schrein ist die Muttergottes auf der Mondsichel flankiert von je zwei Reliefs zu sehen; diese stellen Szenen aus dem Marienleben und das Martyrium des heiligen Laurentius dar. In den Flügeln sind die zwölf Apostel zu sehen, an der Predella zeigt eine erneuerte Malerei halbfigurige weibliche Heilige. Über dem Schrein ist ein Kruzifixus mit Anklängen an Vorbilder des 13. Jahrhunderts angebracht. Ein predellaähnlicher Kasten stammt möglicherweise von einem weiteren Altar; die Bemalung (Kluge und törichte Jungfrauen) stammt wohl aus dem 16. oder vom Anfang des 17. Jahrhunderts. Zur Ausstattung gehören auch eine massige spätromanische Kalksteintaufe und eine hölzerne Kanzel (datiert 1706) mit zugehörigem Pfarrstuhl. Die Orgel ist auf 1889 datiert. Eine überlebensgroße Schnitzfigur eines Heiligen (vermutlich Laurentius) wurde wahrscheinlich zu Anfang des 15. Jahrhunderts geschaffen. Im Nordanbau befindet sich ein Doppelgrabstein für Jürgen Heinrich von dem Knesebeck († 1662) und Hedwig Sophia von Görne mit Inschrift und Wappen.
Das Geläut bestand bis 1917 aus drei Glocken, von denen nur die größte aus dem 13. oder frühen 14. Jahrhundert erhalten ist. Die Inschrift lautet: „CONCREPOR + SVSANNA TINNEO SIGNA CORO POPVLVM VOCO FESTA DECORO +“, darunter „PROBELO FVNERA FVLMINA PELLO“. („Ich ertöne Susanna, Ich lasse erschallen die Zeichen/Gebetszeiten im Chor. Ich rufe das Volk. Die Feste schmücke ich. Leichenbegängnisse geleite ich. Blitze vertreibe ich.“)